# Duane Thomas
Duane Julius Thomas (Dallas, Texas, 21 de junio de 1947-Sedona, Arizona, 4 de agosto de 2024) fue un jugador estadunidense de fútbol americano que jugó como running back en la Liga Nacional de Fútbol Americano (NFL) para los Dallas Cowboys y los Washington Redskins. Jugó al fútbol universitario para los West Texas State Buffaloes.

## Carrera profesional
En su debut en la NFL, en 1970, y después de una buena primera temporada con los Dallas Cowboys, fue comparado con Jim Brown y nombrado el novato del año en la NFL. En las victorias sobre Detroit y San Francisco, Thomas corrió 135 y 143 yardas, convirtiéndose en el primer novato con dos partidos de 100 yardas en playoffs.
Durante la temporada baja, Thomas pidió que se reescribiera su contrato de tres años. Cuando la gerencia de los Cowboys se negó a renegociar, calificó al presidente del equipo Tex Schramm de «embustero», al director de personal de jugadores Gil Brandt de «mentiroso» y al entrenador en jefe Tom Landryde «hombre de plástico, ningún hombre en lo absoluto» Tras su negativa a presentarse al campo de entrenamiento, Thomas fue traspasado el 31 de julio de 1971 a los Patriots de Nueva Inglaterra junto con Halvor Hagen y Honor Jackson, a cambio de Carl Garrett y la primera elección de los Patriots en el draft de la NFL de 1972. Al cabo de una semana, debido a problemas con los Patriots y el entrenador John Mazur,  en una medida sin precedentes, el comisionado de la NFL Pete Rozelle anuló parte del intercambio, enviando a Thomas y Garrett de vuelta a sus equipos originales.
En octubre de 1971, Thomas anotó el primer touchdown en el Texas Stadium contra los Patriots. Esa misma temporada, Thomas lideró la liga en touchdowns de carrera (11) y touchdowns totales (13). También fue nombrado All-Pro y lideró a los Cowboys con 95 yardas de carrera y un touchdown en la victoria por 24-3 de Dallas sobre los Miami Dolphins en el Super Bowl VI, la primera de la franquicia.
Durante la temporada baja de 1972 se volvió aún más aislado e insubordinado, por lo que fue traspasado a San Diego Chargers por Mike Montgomery y Billy Parks el 31 de julio de 1972. Tras varios problemas personales y laborales, además de nunca jugar ningún partido con los Chargers, finalmente lo traspasaron al entonces campeón de la NFC, Washington Redskins, a cambio de (nº 22-Mike Williams) en el draft de 1975 de la NFL y su segunda elección (nº 46-David Hill) en 1976. Con los Redskins jugó entre 1973 y 1974.
Tras una turbulenta carrera, su paso por otros varios equipos y su regreso con los Dallas Cowboys, se vio forzado a retirarse en 1979. Terminó su carrera en la NFL con 2.038 yardas de carrera, 453 acarreos y 21 touchdowns. También atrapó 38 pases para 297 yardas y 3 touchdowns.
En 2004 fue inducido en el Salón de la Fama de Texas Black Sports. Falleció el 4 de agosto de 2024 en su residencia en Amarillo, Texas a los 77 años de edad.